# María José Mardomingo
María José Mardomingo Landaburu (Madrid, 27 de enero de 1969) es una atleta española retirada que se especializó en los 100 metros vallas. Participó en los Juegos Olímpicos de Atlanta 1996, llegando a las semifinales, así como en cuatro Campeonatos Mundiales al aire libre y tres en pista cubierta.
Sus marcas personales de 12,89 segundos en los 100 metros vallas (Atlanta 1996) y 8,08 segundos en los 60 metros vallas (Madrid 1996) fueron, en su momento, sendos récords de España. Su marca en los 100 m vallas sigue siendo la mejor para una atleta nacida en España.
Se retiró en 2001 debido a una lesión. Tras su retirada pasó dificultades que consiguió superar gracias a la ayuda del Comité Olímpico Español, organismo para el que ha trabajado posteriormente.

## Competiciones internacionales
| Representando a España \| Año \| Competición \| Sede \| Puesto \| Prueba \| Marca \| \| ---- \| -------------------------------------- \| ---------- \| ----------------- \| ------------ \| ----- \| \| 1986 \| Campeonato de Europa en Pista Cubierta \| Madrid \| 17.ª (s.) \| 60 m vallas \| 8.77 \| \| 1986 \| Campeonato del Mundo Júnior \| Atenas \| 14.ª (sf.) \| 100 m vallas \| 14.92 \| \| 1987 \| Campeonato de Europa Júnior \| Birmingham \| 15.ª (s.) \| 100 m vallas \| 16.27 \| \| 1988 \| Campeonato del Mundo Júnior \| Sudbury \| 22.ª (s.) \| 100 m vallas \| 14.52 \| \| 1989 \| Universiada \| Duisburgo \| 12.ª (s.) \| 100 m vallas \| 13.42 \| \| 1989 \| Copa del Mundo \| Barcelona \| 7.ª \| 100 m vallas \| 13.76 \| \| 1990 \| Campeonato de Europa \| Split \| 15.ª (sf.) \| 100 m vallas \| 13.40 \| \| 1990 \| Campeonato Iberoamericano \| Manaos \| Medalla de oro \| 100 m vallas \| 13.59 \| \| 1991 \| Campeonato del Mundo en Pista Cubierta \| Sevilla \| 15.ª (sf.) \| 60 m vallas \| 8.28 \| \| 1991 \| Juegos Mediterráneos \| Atenas \| Medalla de bronce \| 100 m vallas \| 13.34 \| \| 1991 \| Campeonato del Mundo \| Tokio \| 13.ª (sf.) \| 100 m vallas \| 13.19 \| \| 1992 \| Campeonato de Europa en Pista Cubierta \| Génova \| 15.ª (sf.) \| 60 m vallas \| 8.32 \| \| 1992 \| Campeonato Iberoamericano \| Sevilla \| Medalla de bronce \| 100 m vallas \| 13.71 \| \| 1992 \| Juegos Olímpicos \| Barcelona \| 29.ª (s.) \| 100 m vallas \| 13.58 \| \| 1993 \| Campeonato del Mundo en Pista Cubierta \| Toronto \| 6.ª \| 60 m vallas \| 8.18 \| \| 1993 \| Juegos Mediterráneos \| Narbona \| 5.ª \| 100 m vallas \| 13.52 \| \| 1993 \| Campeonato del Mundo \| Stuttgart \| 25.ª (s.) \| 100 m vallas \| 13.41 \| \| 1994 \| Campeonato de Europa \| Helsinki \| 14.ª (sf.) \| 100 m vallas \| 13.35 \| \| 1995 \| Campeonato del Mundo \| Gotemburgo \| 22.ª (s.) \| 100 m vallas \| 13.31 \| \| 1996 \| Campeonato de Europa en Pista Cubierta \| Estocolmo \| 4.ª \| 60 m vallas \| 8.15 \| \| 1996 \| Juegos Olímpicos \| Atlanta \| 11.ª (sf.) \| 100 m vallas \| 12.89 \| \| 1997 \| Campeonato del Mundo \| Atenas \| 30.ª (s.) \| 100 m vallas \| 13.42 \| \| 1998 \| Campeonato de Europa en Pista Cubierta \| Valencia \| 5.ª \| 60 m vallas \| 8.16 \| \| 1998 \| Campeonato Iberoamericano \| Lisboa \| Medalla de oro \| 100 m vallas \| 13.27 \| \| 1998 \| Campeonato de Europa \| Budapest \| 18.ª (s.) \| 100 m vallas \| 13.66 \| \| 1999 \| Campeonato del Mundo en Pista Cubierta \| Maebashi \| 14.ª (s.) \| 60 m vallas \| 8.17 \| \| 2000 \| Campeonato de Europa en Pista Cubierta \| Gante \| 10.ª (sf.) \| 60 m vallas \| 8.24 \| | Representando a España \| Año \| Competición \| Sede \| Puesto \| Prueba \| Marca \| \| ---- \| -------------------------------------- \| ---------- \| ----------------- \| ------------ \| ----- \| \| 1986 \| Campeonato de Europa en Pista Cubierta \| Madrid \| 17.ª (s.) \| 60 m vallas \| 8.77 \| \| 1986 \| Campeonato del Mundo Júnior \| Atenas \| 14.ª (sf.) \| 100 m vallas \| 14.92 \| \| 1987 \| Campeonato de Europa Júnior \| Birmingham \| 15.ª (s.) \| 100 m vallas \| 16.27 \| \| 1988 \| Campeonato del Mundo Júnior \| Sudbury \| 22.ª (s.) \| 100 m vallas \| 14.52 \| \| 1989 \| Universiada \| Duisburgo \| 12.ª (s.) \| 100 m vallas \| 13.42 \| \| 1989 \| Copa del Mundo \| Barcelona \| 7.ª \| 100 m vallas \| 13.76 \| \| 1990 \| Campeonato de Europa \| Split \| 15.ª (sf.) \| 100 m vallas \| 13.40 \| \| 1990 \| Campeonato Iberoamericano \| Manaos \| Medalla de oro \| 100 m vallas \| 13.59 \| \| 1991 \| Campeonato del Mundo en Pista Cubierta \| Sevilla \| 15.ª (sf.) \| 60 m vallas \| 8.28 \| \| 1991 \| Juegos Mediterráneos \| Atenas \| Medalla de bronce \| 100 m vallas \| 13.34 \| \| 1991 \| Campeonato del Mundo \| Tokio \| 13.ª (sf.) \| 100 m vallas \| 13.19 \| \| 1992 \| Campeonato de Europa en Pista Cubierta \| Génova \| 15.ª (sf.) \| 60 m vallas \| 8.32 \| \| 1992 \| Campeonato Iberoamericano \| Sevilla \| Medalla de bronce \| 100 m vallas \| 13.71 \| \| 1992 \| Juegos Olímpicos \| Barcelona \| 29.ª (s.) \| 100 m vallas \| 13.58 \| \| 1993 \| Campeonato del Mundo en Pista Cubierta \| Toronto \| 6.ª \| 60 m vallas \| 8.18 \| \| 1993 \| Juegos Mediterráneos \| Narbona \| 5.ª \| 100 m vallas \| 13.52 \| \| 1993 \| Campeonato del Mundo \| Stuttgart \| 25.ª (s.) \| 100 m vallas \| 13.41 \| \| 1994 \| Campeonato de Europa \| Helsinki \| 14.ª (sf.) \| 100 m vallas \| 13.35 \| \| 1995 \| Campeonato del Mundo \| Gotemburgo \| 22.ª (s.) \| 100 m vallas \| 13.31 \| \| 1996 \| Campeonato de Europa en Pista Cubierta \| Estocolmo \| 4.ª \| 60 m vallas \| 8.15 \| \| 1996 \| Juegos Olímpicos \| Atlanta \| 11.ª (sf.) \| 100 m vallas \| 12.89 \| \| 1997 \| Campeonato del Mundo \| Atenas \| 30.ª (s.) \| 100 m vallas \| 13.42 \| \| 1998 \| Campeonato de Europa en Pista Cubierta \| Valencia \| 5.ª \| 60 m vallas \| 8.16 \| \| 1998 \| Campeonato Iberoamericano \| Lisboa \| Medalla de oro \| 100 m vallas \| 13.27 \| \| 1998 \| Campeonato de Europa \| Budapest \| 18.ª (s.) \| 100 m vallas \| 13.66 \| \| 1999 \| Campeonato del Mundo en Pista Cubierta \| Maebashi \| 14.ª (s.) \| 60 m vallas \| 8.17 \| \| 2000 \| Campeonato de Europa en Pista Cubierta \| Gante \| 10.ª (sf.) \| 60 m vallas \| 8.24 \| | Representando a España \| Año \| Competición \| Sede \| Puesto \| Prueba \| Marca \| \| ---- \| -------------------------------------- \| ---------- \| ----------------- \| ------------ \| ----- \| \| 1986 \| Campeonato de Europa en Pista Cubierta \| Madrid \| 17.ª (s.) \| 60 m vallas \| 8.77 \| \| 1986 \| Campeonato del Mundo Júnior \| Atenas \| 14.ª (sf.) \| 100 m vallas \| 14.92 \| \| 1987 \| Campeonato de Europa Júnior \| Birmingham \| 15.ª (s.) \| 100 m vallas \| 16.27 \| \| 1988 \| Campeonato del Mundo Júnior \| Sudbury \| 22.ª (s.) \| 100 m vallas \| 14.52 \| \| 1989 \| Universiada \| Duisburgo \| 12.ª (s.) \| 100 m vallas \| 13.42 \| \| 1989 \| Copa del Mundo \| Barcelona \| 7.ª \| 100 m vallas \| 13.76 \| \| 1990 \| Campeonato de Europa \| Split \| 15.ª (sf.) \| 100 m vallas \| 13.40 \| \| 1990 \| Campeonato Iberoamericano \| Manaos \| Medalla de oro \| 100 m vallas \| 13.59 \| \| 1991 \| Campeonato del Mundo en Pista Cubierta \| Sevilla \| 15.ª (sf.) \| 60 m vallas \| 8.28 \| \| 1991 \| Juegos Mediterráneos \| Atenas \| Medalla de bronce \| 100 m vallas \| 13.34 \| \| 1991 \| Campeonato del Mundo \| Tokio \| 13.ª (sf.) \| 100 m vallas \| 13.19 \| \| 1992 \| Campeonato de Europa en Pista Cubierta \| Génova \| 15.ª (sf.) \| 60 m vallas \| 8.32 \| \| 1992 \| Campeonato Iberoamericano \| Sevilla \| Medalla de bronce \| 100 m vallas \| 13.71 \| \| 1992 \| Juegos Olímpicos \| Barcelona \| 29.ª (s.) \| 100 m vallas \| 13.58 \| \| 1993 \| Campeonato del Mundo en Pista Cubierta \| Toronto \| 6.ª \| 60 m vallas \| 8.18 \| \| 1993 \| Juegos Mediterráneos \| Narbona \| 5.ª \| 100 m vallas \| 13.52 \| \| 1993 \| Campeonato del Mundo \| Stuttgart \| 25.ª (s.) \| 100 m vallas \| 13.41 \| \| 1994 \| Campeonato de Europa \| Helsinki \| 14.ª (sf.) \| 100 m vallas \| 13.35 \| \| 1995 \| Campeonato del Mundo \| Gotemburgo \| 22.ª (s.) \| 100 m vallas \| 13.31 \| \| 1996 \| Campeonato de Europa en Pista Cubierta \| Estocolmo \| 4.ª \| 60 m vallas \| 8.15 \| \| 1996 \| Juegos Olímpicos \| Atlanta \| 11.ª (sf.) \| 100 m vallas \| 12.89 \| \| 1997 \| Campeonato del Mundo \| Atenas \| 30.ª (s.) \| 100 m vallas \| 13.42 \| \| 1998 \| Campeonato de Europa en Pista Cubierta \| Valencia \| 5.ª \| 60 m vallas \| 8.16 \| \| 1998 \| Campeonato Iberoamericano \| Lisboa \| Medalla de oro \| 100 m vallas \| 13.27 \| \| 1998 \| Campeonato de Europa \| Budapest \| 18.ª (s.) \| 100 m vallas \| 13.66 \| \| 1999 \| Campeonato del Mundo en Pista Cubierta \| Maebashi \| 14.ª (s.) \| 60 m vallas \| 8.17 \| \| 2000 \| Campeonato de Europa en Pista Cubierta \| Gante \| 10.ª (sf.) \| 60 m vallas \| 8.24 \| | Representando a España \| Año \| Competición \| Sede \| Puesto \| Prueba \| Marca \| \| ---- \| -------------------------------------- \| ---------- \| ----------------- \| ------------ \| ----- \| \| 1986 \| Campeonato de Europa en Pista Cubierta \| Madrid \| 17.ª (s.) \| 60 m vallas \| 8.77 \| \| 1986 \| Campeonato del Mundo Júnior \| Atenas \| 14.ª (sf.) \| 100 m vallas \| 14.92 \| \| 1987 \| Campeonato de Europa Júnior \| Birmingham \| 15.ª (s.) \| 100 m vallas \| 16.27 \| \| 1988 \| Campeonato del Mundo Júnior \| Sudbury \| 22.ª (s.) \| 100 m vallas \| 14.52 \| \| 1989 \| Universiada \| Duisburgo \| 12.ª (s.) \| 100 m vallas \| 13.42 \| \| 1989 \| Copa del Mundo \| Barcelona \| 7.ª \| 100 m vallas \| 13.76 \| \| 1990 \| Campeonato de Europa \| Split \| 15.ª (sf.) \| 100 m vallas \| 13.40 \| \| 1990 \| Campeonato Iberoamericano \| Manaos \| Medalla de oro \| 100 m vallas \| 13.59 \| \| 1991 \| Campeonato del Mundo en Pista Cubierta \| Sevilla \| 15.ª (sf.) \| 60 m vallas \| 8.28 \| \| 1991 \| Juegos Mediterráneos \| Atenas \| Medalla de bronce \| 100 m vallas \| 13.34 \| \| 1991 \| Campeonato del Mundo \| Tokio \| 13.ª (sf.) \| 100 m vallas \| 13.19 \| \| 1992 \| Campeonato de Europa en Pista Cubierta \| Génova \| 15.ª (sf.) \| 60 m vallas \| 8.32 \| \| 1992 \| Campeonato Iberoamericano \| Sevilla \| Medalla de bronce \| 100 m vallas \| 13.71 \| \| 1992 \| Juegos Olímpicos \| Barcelona \| 29.ª (s.) \| 100 m vallas \| 13.58 \| \| 1993 \| Campeonato del Mundo en Pista Cubierta \| Toronto \| 6.ª \| 60 m vallas \| 8.18 \| \| 1993 \| Juegos Mediterráneos \| Narbona \| 5.ª \| 100 m vallas \| 13.52 \| \| 1993 \| Campeonato del Mundo \| Stuttgart \| 25.ª (s.) \| 100 m vallas \| 13.41 \| \| 1994 \| Campeonato de Europa \| Helsinki \| 14.ª (sf.) \| 100 m vallas \| 13.35 \| \| 1995 \| Campeonato del Mundo \| Gotemburgo \| 22.ª (s.) \| 100 m vallas \| 13.31 \| \| 1996 \| Campeonato de Europa en Pista Cubierta \| Estocolmo \| 4.ª \| 60 m vallas \| 8.15 \| \| 1996 \| Juegos Olímpicos \| Atlanta \| 11.ª (sf.) \| 100 m vallas \| 12.89 \| \| 1997 \| Campeonato del Mundo \| Atenas \| 30.ª (s.) \| 100 m vallas \| 13.42 \| \| 1998 \| Campeonato de Europa en Pista Cubierta \| Valencia \| 5.ª \| 60 m vallas \| 8.16 \| \| 1998 \| Campeonato Iberoamericano \| Lisboa \| Medalla de oro \| 100 m vallas \| 13.27 \| \| 1998 \| Campeonato de Europa \| Budapest \| 18.ª (s.) \| 100 m vallas \| 13.66 \| \| 1999 \| Campeonato del Mundo en Pista Cubierta \| Maebashi \| 14.ª (s.) \| 60 m vallas \| 8.17 \| \| 2000 \| Campeonato de Europa en Pista Cubierta \| Gante \| 10.ª (sf.) \| 60 m vallas \| 8.24 \| | Representando a España \| Año \| Competición \| Sede \| Puesto \| Prueba \| Marca \| \| ---- \| -------------------------------------- \| ---------- \| ----------------- \| ------------ \| ----- \| \| 1986 \| Campeonato de Europa en Pista Cubierta \| Madrid \| 17.ª (s.) \| 60 m vallas \| 8.77 \| \| 1986 \| Campeonato del Mundo Júnior \| Atenas \| 14.ª (sf.) \| 100 m vallas \| 14.92 \| \| 1987 \| Campeonato de Europa Júnior \| Birmingham \| 15.ª (s.) \| 100 m vallas \| 16.27 \| \| 1988 \| Campeonato del Mundo Júnior \| Sudbury \| 22.ª (s.) \| 100 m vallas \| 14.52 \| \| 1989 \| Universiada \| Duisburgo \| 12.ª (s.) \| 100 m vallas \| 13.42 \| \| 1989 \| Copa del Mundo \| Barcelona \| 7.ª \| 100 m vallas \| 13.76 \| \| 1990 \| Campeonato de Europa \| Split \| 15.ª (sf.) \| 100 m vallas \| 13.40 \| \| 1990 \| Campeonato Iberoamericano \| Manaos \| Medalla de oro \| 100 m vallas \| 13.59 \| \| 1991 \| Campeonato del Mundo en Pista Cubierta \| Sevilla \| 15.ª (sf.) \| 60 m vallas \| 8.28 \| \| 1991 \| Juegos Mediterráneos \| Atenas \| Medalla de bronce \| 100 m vallas \| 13.34 \| \| 1991 \| Campeonato del Mundo \| Tokio \| 13.ª (sf.) \| 100 m vallas \| 13.19 \| \| 1992 \| Campeonato de Europa en Pista Cubierta \| Génova \| 15.ª (sf.) \| 60 m vallas \| 8.32 \| \| 1992 \| Campeonato Iberoamericano \| Sevilla \| Medalla de bronce \| 100 m vallas \| 13.71 \| \| 1992 \| Juegos Olímpicos \| Barcelona \| 29.ª (s.) \| 100 m vallas \| 13.58 \| \| 1993 \| Campeonato del Mundo en Pista Cubierta \| Toronto \| 6.ª \| 60 m vallas \| 8.18 \| \| 1993 \| Juegos Mediterráneos \| Narbona \| 5.ª \| 100 m vallas \| 13.52 \| \| 1993 \| Campeonato del Mundo \| Stuttgart \| 25.ª (s.) \| 100 m vallas \| 13.41 \| \| 1994 \| Campeonato de Europa \| Helsinki \| 14.ª (sf.) \| 100 m vallas \| 13.35 \| \| 1995 \| Campeonato del Mundo \| Gotemburgo \| 22.ª (s.) \| 100 m vallas \| 13.31 \| \| 1996 \| Campeonato de Europa en Pista Cubierta \| Estocolmo \| 4.ª \| 60 m vallas \| 8.15 \| \| 1996 \| Juegos Olímpicos \| Atlanta \| 11.ª (sf.) \| 100 m vallas \| 12.89 \| \| 1997 \| Campeonato del Mundo \| Atenas \| 30.ª (s.) \| 100 m vallas \| 13.42 \| \| 1998 \| Campeonato de Europa en Pista Cubierta \| Valencia \| 5.ª \| 60 m vallas \| 8.16 \| \| 1998 \| Campeonato Iberoamericano \| Lisboa \| Medalla de oro \| 100 m vallas \| 13.27 \| \| 1998 \| Campeonato de Europa \| Budapest \| 18.ª (s.) \| 100 m vallas \| 13.66 \| \| 1999 \| Campeonato del Mundo en Pista Cubierta \| Maebashi \| 14.ª (s.) \| 60 m vallas \| 8.17 \| \| 2000 \| Campeonato de Europa en Pista Cubierta \| Gante \| 10.ª (sf.) \| 60 m vallas \| 8.24 \| | Representando a España \| Año \| Competición \| Sede \| Puesto \| Prueba \| Marca \| \| ---- \| -------------------------------------- \| ---------- \| ----------------- \| ------------ \| ----- \| \| 1986 \| Campeonato de Europa en Pista Cubierta \| Madrid \| 17.ª (s.) \| 60 m vallas \| 8.77 \| \| 1986 \| Campeonato del Mundo Júnior \| Atenas \| 14.ª (sf.) \| 100 m vallas \| 14.92 \| \| 1987 \| Campeonato de Europa Júnior \| Birmingham \| 15.ª (s.) \| 100 m vallas \| 16.27 \| \| 1988 \| Campeonato del Mundo Júnior \| Sudbury \| 22.ª (s.) \| 100 m vallas \| 14.52 \| \| 1989 \| Universiada \| Duisburgo \| 12.ª (s.) \| 100 m vallas \| 13.42 \| \| 1989 \| Copa del Mundo \| Barcelona \| 7.ª \| 100 m vallas \| 13.76 \| \| 1990 \| Campeonato de Europa \| Split \| 15.ª (sf.) \| 100 m vallas \| 13.40 \| \| 1990 \| Campeonato Iberoamericano \| Manaos \| Medalla de oro \| 100 m vallas \| 13.59 \| \| 1991 \| Campeonato del Mundo en Pista Cubierta \| Sevilla \| 15.ª (sf.) \| 60 m vallas \| 8.28 \| \| 1991 \| Juegos Mediterráneos \| Atenas \| Medalla de bronce \| 100 m vallas \| 13.34 \| \| 1991 \| Campeonato del Mundo \| Tokio \| 13.ª (sf.) \| 100 m vallas \| 13.19 \| \| 1992 \| Campeonato de Europa en Pista Cubierta \| Génova \| 15.ª (sf.) \| 60 m vallas \| 8.32 \| \| 1992 \| Campeonato Iberoamericano \| Sevilla \| Medalla de bronce \| 100 m vallas \| 13.71 \| \| 1992 \| Juegos Olímpicos \| Barcelona \| 29.ª (s.) \| 100 m vallas \| 13.58 \| \| 1993 \| Campeonato del Mundo en Pista Cubierta \| Toronto \| 6.ª \| 60 m vallas \| 8.18 \| \| 1993 \| Juegos Mediterráneos \| Narbona \| 5.ª \| 100 m vallas \| 13.52 \| \| 1993 \| Campeonato del Mundo \| Stuttgart \| 25.ª (s.) \| 100 m vallas \| 13.41 \| \| 1994 \| Campeonato de Europa \| Helsinki \| 14.ª (sf.) \| 100 m vallas \| 13.35 \| \| 1995 \| Campeonato del Mundo \| Gotemburgo \| 22.ª (s.) \| 100 m vallas \| 13.31 \| \| 1996 \| Campeonato de Europa en Pista Cubierta \| Estocolmo \| 4.ª \| 60 m vallas \| 8.15 \| \| 1996 \| Juegos Olímpicos \| Atlanta \| 11.ª (sf.) \| 100 m vallas \| 12.89 \| \| 1997 \| Campeonato del Mundo \| Atenas \| 30.ª (s.) \| 100 m vallas \| 13.42 \| \| 1998 \| Campeonato de Europa en Pista Cubierta \| Valencia \| 5.ª \| 60 m vallas \| 8.16 \| \| 1998 \| Campeonato Iberoamericano \| Lisboa \| Medalla de oro \| 100 m vallas \| 13.27 \| \| 1998 \| Campeonato de Europa \| Budapest \| 18.ª (s.) \| 100 m vallas \| 13.66 \| \| 1999 \| Campeonato del Mundo en Pista Cubierta \| Maebashi \| 14.ª (s.) \| 60 m vallas \| 8.17 \| \| 2000 \| Campeonato de Europa en Pista Cubierta \| Gante \| 10.ª (sf.) \| 60 m vallas \| 8.24 \| |
| Año | Competición | Sede | Puesto | Prueba | Marca |
| --- | --- | --- | --- | --- | --- |
| 1986 | Campeonato de Europa en Pista Cubierta | Madrid | 17.ª (s.) | 60 m vallas | 8.77 |
| 1986 | Campeonato del Mundo Júnior | Atenas | 14.ª (sf.) | 100 m vallas | 14.92 |
| 1987 | Campeonato de Europa Júnior | Birmingham | 15.ª (s.) | 100 m vallas | 16.27 |
| 1988 | Campeonato del Mundo Júnior | Sudbury | 22.ª (s.) | 100 m vallas | 14.52 |
| 1989 | Universiada | Duisburgo | 12.ª (s.) | 100 m vallas | 13.42 |
| 1989 | Copa del Mundo | Barcelona | 7.ª | 100 m vallas | 13.76 |
| 1990 | Campeonato de Europa | Split | 15.ª (sf.) | 100 m vallas | 13.40 |
| 1990 | Campeonato Iberoamericano | Manaos | Medalla de oro | 100 m vallas | 13.59 |
| 1991 | Campeonato del Mundo en Pista Cubierta | Sevilla | 15.ª (sf.) | 60 m vallas | 8.28 |
| 1991 | Juegos Mediterráneos | Atenas | Medalla de bronce | 100 m vallas | 13.34 |
| 1991 | Campeonato del Mundo | Tokio | 13.ª (sf.) | 100 m vallas | 13.19 |
| 1992 | Campeonato de Europa en Pista Cubierta | Génova | 15.ª (sf.) | 60 m vallas | 8.32 |
| 1992 | Campeonato Iberoamericano | Sevilla | Medalla de bronce | 100 m vallas | 13.71 |
| 1992 | Juegos Olímpicos | Barcelona | 29.ª (s.) | 100 m vallas | 13.58 |
| 1993 | Campeonato del Mundo en Pista Cubierta | Toronto | 6.ª | 60 m vallas | 8.18 |
| 1993 | Juegos Mediterráneos | Narbona | 5.ª | 100 m vallas | 13.52 |
| 1993 | Campeonato del Mundo | Stuttgart | 25.ª (s.) | 100 m vallas | 13.41 |
| 1994 | Campeonato de Europa | Helsinki | 14.ª (sf.) | 100 m vallas | 13.35 |
| 1995 | Campeonato del Mundo | Gotemburgo | 22.ª (s.) | 100 m vallas | 13.31 |
| 1996 | Campeonato de Europa en Pista Cubierta | Estocolmo | 4.ª | 60 m vallas | 8.15 |
| 1996 | Juegos Olímpicos | Atlanta | 11.ª (sf.) | 100 m vallas | 12.89 |
| 1997 | Campeonato del Mundo | Atenas | 30.ª (s.) | 100 m vallas | 13.42 |
| 1998 | Campeonato de Europa en Pista Cubierta | Valencia | 5.ª | 60 m vallas | 8.16 |
| 1998 | Campeonato Iberoamericano | Lisboa | Medalla de oro | 100 m vallas | 13.27 |
| 1998 | Campeonato de Europa | Budapest | 18.ª (s.) | 100 m vallas | 13.66 |
| 1999 | Campeonato del Mundo en Pista Cubierta | Maebashi | 14.ª (s.) | 60 m vallas | 8.17 |
| 2000 | Campeonato de Europa en Pista Cubierta | Gante | 10.ª (sf.) | 60 m vallas | 8.24 |